# Мёзер, Юстус
Юстус Мёзер (нем. Justus Möser; 14 декабря 1720, Оснабрюк — 8 января 1794, Оснабрюк) — немецкий юрист, историк, публицист. Имя Мёзера носит высшая награда города Оснабрюка — медаль Юстуса Мёзера. Решительный противник Адама Смита.

## Биография
Сын директора канцелярии. Всю жизнь (кроме студенческих лет) Мёзер прожил в своем родном Оснабрюке (в то время столице независимого княжества). Первоначально был адвокатом (при населении в 6000 человек здесь было 33 зарегистрированных адвоката), а вскоре избран ландфогтом (advocatus patriae) и синдиком рыцарства. В 1762—1768 юстициарий (верховный судья) оснабрюкского уголовного суда. С 1768 года тайный референдарий (тайный советник юстиции) — на этой скромно звучащей должности он был фактическим руководителем правительства. Административные способности Мёзера с блеском сказались в тяжелую для его родины эпоху Семилетней войны. В течение 20 лет, во время малолетства князя-епископа, герцога Фридриха Йоркского, Мёзер играл руководящую роль в управлении своей родины.
Мёзер основал журнал «Osnabrückische Intelligenzblätter» (выходил в 1766—1782 годах).
Он пользовался доверием своих господ и любовью сограждан. Похоронен в церкви Святой Марии в Оснабрюке.

## Взгляды
В своих сочинениях Мёзер является наиболее ярким представителем историко-реалистического направления государственных наук того времени. Его уважение к существующему строю и его глубокая оценка прошедшего ставили его в оппозицию к течениям, господствовавшим в XVIII в. Мёзер был противником централизации и нивелировки, просвещенного деспотизма и его многовластной бюрократии. Он предпочел бы, чтобы каждый городок имел своё обособленное политическое устройство. Ядро германской нации Мёзер усматривал в крестьянстве, но отстаивал и самостоятельность свободного бюргерства. Союз свободных землевладельцев, возделывающих собственные свои земли, крепко придерживающихся прадедовских обычаев — таков его идеал, которому, по его мнению, наиболее соответствовало состояние германской общины при Карле Великом. В отдельных случаях он не против реформ, но пристрастие к стародавним обычаям и порядками было в нём так велико, что он брал под свою защиту совершенно отжившие учреждения (напр. цехи), он постоянно опасался, как бы из-за человека вообще не перестал существовать оснабрюкенец. По своим политико-экономическим воззрениям Мёзер был во многих отношениях приверженцем меркантилистов и решительным противником теорий Адама Смита. Он восставал против систематического проведения принципа разделения труда, ратовал за ограничения, рекомендовавшиеся меркантилистами в интересах мелкой промышленности, но, с другой стороны, высказывался за полную свободу хлебной торговли.

## Сочинения
- В своей «Оснабрюкской истории» (Osnabruckische Geschichte, 1768; 2 переработанное изд. 1780), доведенной только до 1192 г., Мёзер пытался прежде всего изобразить быт народа, положив основание тому пониманию истории немецких государственных учреждений, которое оказывало своё влияние и в XIX в. «Каждое время имеет свой стиль», — сказано там.
- «Патриотические фантазии» (Patriotische Phantasien, 1776-86) поныне остаются национальным произведением, отводящим Мёзеру одно из первых мест в ряду немецких прозаиков. Это — сборник мелких произведений, проникнутых здоровым юмором; политические рассуждения чередуются с нравоописательными рассказами.

Из сочинений Мёзера также выделяются:
- «Harlekin, oder Verteidigung des Groteskkomischen» (против Готтшеда)
- «Ueber die deutsche Sprache und Lilteratur» (против известного сочинения Фридриха II).